# Provinz Chota
Die Provinz Chota ist eine der 13 Provinzen, welche die Region Cajamarca im Norden Perus bilden. Verwaltungssitz ist Chota.

## Geographische Lage
Die Provinz Chota liegt zentral in der Region Cajamarca, etwa 70 km nördlich der Regionshauptstadt Cajamarca. Sie besitzt eine Längsausdehnung in Ost-West-Richtung von etwa 15 km und verläuft quer zur peruanischen Westkordillere. Im Osten reicht die Provinz bis zum Río Marañón.
Die Provinz Chota grenzt im Norden an die Provinz Cutervo, im Osten an die Region Amazonas, im Süden an die Provinzen Celendín, Hualgayoc und Santa Cruz sowie im Westen an die Region Lambayeque.

## Verwaltungsgliederung
Die Provinz Chota ist in 19 Distrikte aufgeteilt. Der Distrikt Tambopata ist Sitz der Provinzverwaltung.
| Distrikt            | Verwaltungssitz     |
| ------------------- | ------------------- |
| Anguía              | Anguía              |
| Chadín              | Chadín              |
| Chalamarca          | Chalamarca          |
| Chiguirip           | Chiguirip           |
| Chimban             | Chimban             |
| Choropampa          | Choropampa          |
| Chota               | Chota               |
| Cochabamba          | Cochabamba          |
| Conchán             | Conchán             |
| Huambos             | Huambos             |
| Lajas               | Lajas               |
| Llama               | Llama               |
| Miracosta           | Miracosta           |
| Paccha              | Paccha              |
| Pión                | Pión                |
| Querocoto           | Querocoto           |
| San Juan de Licupis | San Juan de Licupis |
| Tacabamba           | Tacabamba           |
| Tocmoche            | Tocmoche            |

## Entwicklung der Einwohnerzahl
Die Provinz Chota ist stark von der Abwanderung der Andenbewohner in die Städte der Küste (und im geringeren Maße ins peruanische Tiefland) betroffen. Beim Zensus 2017 wurden 152.383 Einwohner gezählt. Im Jahre 1993 lag die Einwohnerzahl bei 164.144, im Jahr 2007 bei 160.447. 

## Stadtfest
Das größte Fest der Stadt Chota ist das Fest zu Ehren des heiligen Johannes, das am 24. Juni beginnt. Während des Stadtfestes finden Stierkämpfe statt.